# Cantieri navali Odero
I cantieri navali Odero sono stati dei cantieri navali del Regno d'Italia nell'ultima parte dell'Ottocento e nella prima metà del Novecento.

## Storia

### Cantieri Westermann
Le origini dei cantieri navali Odero risalgono al 1846, quando i fratelli Westermann impiantarono un cantiere navale a Sestri Ponente. L'ingegnere Giuseppe Westermann aveva ottenuto in concessione dal comune circa 6 000 m² di arenile per potervi installare un locale ad uso di fonderia e officina per la costruzione di macchine idrauliche. Il primo cantiere navale di grandi dimensioni sulla spiaggia sestrese era stato aperto nel 1815 dal maestro d'ascia Agostino Briasco (divenuto a metà del secolo il "Cantiere per le costruzioni navali in legno "Fratelli Cadenaccio").
Le conoscenze meccaniche dei Westermann erano avanzate rispetto alle realtà della penisola e così il loro stabilimento divenne uno dei primi centri di formazione di operai e tecnici specializzati del genovese, inserendosi nel tessuto economico locale. L'attività venne orientata a rispondere alla domanda di prodotti in ferro dell'industria delle costruzioni navali sestrese, una delle più importanti realtà dell'Italia preunitaria.
La forza lavoro impiegata passò da 130 addetti del 1858 ai 300 del 1861. Nel 1865 l'impianto era considerato unico nel suo genere in Italia, essendo al tempo stesso un grande cantiere per le costruzioni navali in ferro e con motori a vapore, e un colossale opificio d'industrie meccaniche. Nello stabilimento venivano realizzate navi dallo scafo composito, con ossatura metallica e fasciame in legno, e navi che abbinavano sistemi di propulsione a vapore alla classica velatura.
Le competenze tecniche presenti nel cantiere Westermann non furono però sufficienti a dare continuità nel tempo all'iniziativa e nel 1871 il cantiere visse una profonda crisi finanziaria e fu incapace di portare a termini la commessa di due vapori in costruzione per l'armatore Schiaffino.

### Cantieri Odero
Un gruppo di finanzieri, di armatori e di industriali cercò di salvare il cantiere, ma la società che lo rilevò ebbe una vita breve e nel 1872 lasciò le redini ad uno dei suoi membri, il negoziante e finanziere Nicolò Odero, che ne diventò unico proprietario. Odero, che proveniva dal mondo del commercio marittimo, immise la liquidità necessaria per terminare la costruzione dei due vapori e seppe inoltre affrontare una fase di grave crisi per le costruzioni navali tradizionali, dedicandosi anche ad altri ambiti dell'industria meccanica. Dallo stabilimento uscirono anche caldaie a vapore, macchine fisse, pompe di grande portata, gru idrauliche, ponti metallici per fiumi. I risultati economici non furono del tutto soddisfacenti, ma i risultati tecnici vennero definiti dagli osservatori contemporanei "brillanti" e gli occupati nel 1874 superarono le 500 unità. Nello stabilimento entrò il giovanissimo Attilio Odero nato nel 1854 figlio di Nicolò Odero.
Grande occasione di sviluppo per la cantieristica, soprattutto guella genovese, in particolare negli dagli anni ottanta dell'Ottocento, furono le commesse militari. Nel cantiere Odero in questo periodo vennero realizzate 14 torpediniere, 1 cacciatorpediniere, 4 pirocisterne. La produzione militare ebbe un effetto volano per la produzione civile, rappresentando il salto di qualità per il cantiere, che ritornò a costruire anche grandi navi mercantili quando le commesse militari diminuirono. Nel cantiere furono varate navi da carico, navi passeggeri, velieri in ferro, navi fluviali, ferry boats e il fatturato che crebbe sensibilmente passando da una media di 600.000 lire nel settennato 1883-90 ad una media di 3,2 milioni di lire nel settennato successivo. Inoltre, a fianco dell'attività cantieristica, nello stabilimento vennero portate avanti svariate linee di produzione meccanica e di carpenteria in ferro e per far fronte alle nuove esigenze produttive il cantiere venne ampliato e dotato di macchinari più avanzati.. Il cantiere Odero secondo stime disponibili incrementava il suo valore tra il 1883 e il 1890 di circa 1 milione di lire.
Nel 1890, Nicolo Odero, ormai affiancato dal figlio Attilio nelle questioni direttive e organizzative, costituì, insieme all'industriale e finanziere Armando Raggio, una società in accomandita, la "Nicolò Odero e C.", con un milione di lire di capitale per prendere in affitto dal comune di Genova il cantiere della Foce ex arsenale della Repubblica di Genova e poi della Marina Sarda. Questo era un cantiere impiantato alla foce del Bisagno, che a cavallo dell'unità d'Italia era stato gestito dai fratelli Orlando, quattro fratelli proprietari di un'industria meccanica di Palermo, da cui avevano dovuto allontanarsi per motivi politici; i fratelli Orlando avevano avviato la loro attività cantieristica con la gestione dell'Arsenale di Genova, di cui Luigi Orlando, uno dei fratelli, era stato direttore. Dopo il trasferimento della loro attività a Livorno, nel 1880 Enrico Cravero aveva preso in affitto dal comune il vecchio Cantiere della Foce e nel giro di pochi anni aveva trasformato il vecchio Arsenale di Genova in un moderno complesso industriale,
Cravero aveva beneficiato soltanto in parte della favorevole congiuntura, ma il cantiere fu rilanciato e dopo poco più di un anno venne varato un transatlantico di 3500 tonnellate.
Nel 1897 la forza lavoro occupata nei due cantieri si aggirava intorno alle 2400 unità.
L'attività dei cantieri Odero si legò soprattutto a compagnie come Navigazione Generale Italiana, con la costruzione di navi passeggeri. I cantieri Odero furono inoltre impegnati nella fornitura di piroscafi a ruota per la navigazione lacustre, specie la Società Lariana. Una di queste navi (il Concordia, 1926) è tuttora in servizio sul lago di Como, unico esemplare rimasto al mondo di battello a vapore con macchina del tipo Arturo Caprotti. Nel decennio tra il 1897 e il 1907 il fatturato derivante da ordinazioni della Regia Marina fu soltanto del 13,5 % con 8,4 milioni contro l'86,5% di costruzioni per la marina mercantile con 53,7 milioni.
Il successo nella cantieristica fu il trampolino di lancio verso progetti di sviluppo che avrebbero fatto degli Odero uno dei gruppi economici più potenti dell'età giolittiana. Attilio e Michele Odero entrarono, tra il 1898 e il 1899 nel gruppo di controllo della Terni, con l'obiettivo di integrarsi a monte e garantirsi il rifornimento di semilavorati per la loro attività principale. Intanto la necessità dell'Italia di ridurre la sua dipendenza nel campo della siderurgia dall'industria estera spinsero ad avviare nel 1904 le operazioni di integrazione dell'attività siderurgica con quella cantieristica, nel settore dell'industria degli armamenti, portando alla costituzione della "Vickers Terni Società italiana di artiglierie ed armamenti", risultato di una partecipazione congiunta tra la Vickers di Londra e le Acciaierie di Terni per la costituzione di una fabbrica di artiglierie navali a La Spezia. Nel 1905 nacque la nuova Società. La sottoscrizione dei capitali fu effettuata dalla Terni, dalla Vickers, dai Cantieri Navali Orlando, dai Cantieri Navali Odero, e personalmente da Giuseppe Orlando e Attilio Odero, chel 1904 fondò l'accomandita “Nicolò Odero fu Alessandro e C.” con 3 milioni di lire di capitale fornito per ben 9/10 dalla Terni, costituita allo scopo di rendere più solide le interconnessioni tra cantieristica e siderurgia. Fino ad allora, escludendo i Regi Arsenali, in Italia la produzione di artiglierie era assegnata ad un solo stabilimento privato, la ditta Armstrong di Pozzuoli. La nuova compagnia impiantò un nuovo stabilimento a Spezia, specializzato nella produzione di cannoni per artiglierie sia navali che terrestri. Dopo il completamento dell'impianto avvenuto nel 1908, la compagnia si aggiudicò significativi contratti per la fornitura di cannoni per le navi della Regia Marina.
La cantieristica rimase l'attività principale del gruppo che nel 1906 partecipò alla costituzione della società Cantieri Navali Riuniti che inglobava i cantieri di Palermo, Ancona e Muggiano e le iniziative in settori come la siderurgia o la produzione di armi erano finalizzate a rafforzare la produzione cantieristica, ed i cantieri Odero diventarono sempre più un interlocutore privilegiato del potere politico e della grande banca mista. Tale rapporto garantì una continuità di commesse statali che, specialmente alla fine del primo decennio del novecento si rivelarono decisive per l'attività dei cantieri con l'occupazione che conseguentemente si accrebbe di 400 unità tra il 1907 e il 1910 portando Odero alla decisione di ampliare il cantiere di Sestri costruendo due nuovi scali per navi delle massime dimensioni.

### Il periodo tra le due guerre
Impegnati nelle costruzioni belliche durante la prima guerra mondiale, i cantieri Odero entrarono in una fase di crisi nel corso degli anni venti, durante i quali furono
realizzate poche navi, anche se di buona qualità, soprattutto militari, molte delle quali per le marine sudamericane. Nel 1921 la famiglia Perrone proprietaria dell'Ansaldo abbandonò la società Ansaldo-San Giorgio che gestiva il cantiere del Muggiano e la società finì sotto il controllo degli Odero. Nel 1922 la "Vickers" decise di mettere fine alla joint venture con le "Acciaierie di Terni" che rimasero unici proprietari dello stabilimento spezzino Vickers-Terni. Alla fine del 1924, la società Odero e C. di Genova, che gestiva il cantiere della foce, fu incorporata dalla "società in accomandita Odero fu Alessandro e C." di Genova Sestri e, nel 1926, la nuova società si trasformò nella "Cantieri navali Odero s.p.a.", con un capitale di 40 milioni di lire. Nel 1927 lo stabilimento Vickers-Terni venne rilevato dalla società Ansaldo-San Giorgio, controllata da Odero che lo rilevò dalle Acciaierie di Terni e la nuova società assunse la denominazione "Odero-Terni".
Nel 1929 a seguito della grave crisi del cantiere livornese Orlando vennero inglobati nella società Odero, che gestiva a Genova il cantiere della foce e quello di Sestri Ponente, la Odero-Terni, con l'ex stabilimento pezzino Vickers-Terni, il cantiere del Muggiano e i cantieri Orlando di Livorno e la società assume la denominazione di "Società per la costruzione di navi, macchine ed artiglierie Odero-Terni-Orlando, abbreviato in "OTO", venendo così a formare un complesso meccanico-navale con quattro insediamenti produttivi: lo "stabilimento artiglierie della Spezia" (ex Vickers Terni), il cantiere del Muggiano (ex FIAT-San Giorgio), il cantiere di Genova-Sestri Ponente (ex Odero) e il cantiere di Livorno (ex Orlando). L'obiettivo della società era quello di costruire, vendere e riparare navi, mezzi navali (militari e civili) ed artiglierie di ogni tipo.
All'inizio degli anni trenta il cantiere alla foce del Bisagno, dove era stata varata nel 1929 l'ultima unità, l'incrociatore argentino Almirante Brown, venne soppresso in seguito alla ristrutturazione urbanistica della città di Genova. La sua chiusura portò alla dismissione anche del cantiere di Sestri Ponente, la cui chiusura permise l'allargamento dello Stabilimento tecnico navale Ansaldo.
Nel 1934 entrò a far parte della OTO anche la "Termo-meccanica italiana", ex "A. Cerpelli & C.", specializzata nella produzione di pompe e macchine di bordo.

### Dagli anni successivi la seconda guerra mondiale ad oggi
Al termine della seconda guerra mondiale l'attività cantieristica venne dismessa nel 1949 e ceduta all'Ansaldo, mentre nello stabilimento ex Vickers-Terni nei primi anni del dopoguerra la produzione dell'azienda, controllata dall'IRI, venne convertita sulla realizzazione di prodotti civili come trattori (trattori OTO Melara) e telai. Il 19 aprile 1951 la società assume la denominazione di "Società meccanica della Melara" con sede a Roma e nel 1953 la denominazione OTO Melara, dal nome del quartiere spezzino di Melara su cui sorge l'impianto.
Dopo l'entrata dell'Italia nella NATO, la società riprese la produzione nel settore della difesa sin dalla metà degli anni cinquanta.
Il 1º luglio 1975 la società passa dall'IRI all'EFIM. Nel 1994 in seguito alla liquidazione dell'EFIM e alla fusione con Breda Meccanica Bresciana, diventa Otobreda, divisione di Alenia Difesa. Dal 2001 l'azienda ha assunto nuovamente la denominazione Oto Melara spa ed è entrata a far parte del gruppo Finmeccanica (oggi Leonardo).

## Realizzazioni

### Navi civili
Alcune delle più importanti navi civili varate dai Cantieri navali Odero:
| Anno varo | Nome                   | Tipo di costruzione                  | Committente                                            | Dati particolari    | Immagine |
| --------- | ---------------------- | ------------------------------------ | ------------------------------------------------------ | ------------------- | -------- |
| 1905      | Italia (nave ospedale) | piroscafo passeggeri e nave ospedale | La Veloce Navigazione Italiana a Vapore e Regia Marina | Cantiere della Foce |          |
| 1910      | Città di Siracusa      | piroscafo passeggeri                 | Ferrovie dello Stato Italiane                          | Cantiere della Foce |          |
| 1928      | Ichnusa (piroscafo)    | piroscafo passeggeri e Dragamine     | Tirrenia di Navigazione e Regia Marina                 | Cantiere della Foce |          |

### Navi militari
Alcune delle più importanti navi militari varate dai Cantieri navali Odero:
| Anno varo | Nome                      | Tipo di costruzione    | Committente                      | Dati particolari                               | Immagine |
| --------- | ------------------------- | ---------------------- | -------------------------------- | ---------------------------------------------- | -------- |
| 1908      | Amalfi                    | Incrociatore corazzato | Regia Marina                     | Cantiere della Foce                            |          |
| 1911      | Leonardo da Vinci         | nave da battaglia      | Regia Marina                     | Cantiere della Foce                            |          |
| 1929      | ARA Almirante Brown (C-1) | Incrociatore pesante   | Armada de la República Argentina | ultima nave realizzata nel Cantiere della Foce |          |
| 1930      | Classe Humaitá            | Cannoniera fluviale    | Armada Paraguaya                 | due unità, Paraguay e Humaitá                  |          |